# Astyochia transvisata
Astyochia transvisata är en fjärilsart som beskrevs av W. Warren 1907. Astyochia transvisata ingår i släktet Astyochia och familjen mätare. Inga underarter finns listade i Catalogue of Life.